# История Дэвида Копперфилда
«История Дэвида Копперфилда» (англ. The Personal History of David Copperfield) — комедийная драма режиссёра Армандо Ианнуччи, основанная на романе Чарльза Диккенса о Дэвиде Копперфилде. Главную роль в картине исполнил Дев Патель. Также в фильме сыграли Питер Капальди, Хью Лори, Тильда Суинтон и Бен Уишоу.
Мировая премьера комедии состоялась 5 сентября 2019 года в рамках международного кинофестиваля в Торонто. В Великобритании фильм вышел в широкий прокат 24 января 2020 года. Показ фильма в США стартовал 28 августа 2020 года. В России картина вышла на цифровых платформах 17 сентября 2020 года.
Фильм был тепло встречен критиками, а также получил пять премий BIFA и номинации на премии BAFTA и «Золотой глобус».

## Сюжет
В Великобритании XIX века Дэвид Копперфилд пытается найти своё место в хаотичном мире. Пережив несчастливое детство и открыв в себе талант рассказчика и писателя, путешествие Дэвида принимает то уморительно смешные, то трагические повороты, однако оно всегда полно жизни, яркости и человечности.

## В ролях
| Актёр                | Роль                            |
| -------------------- | ------------------------------- |
| Дев Патель           | Дэвид Копперфилд                |
| Питер Капальди       | мистер Микобер                  |
| Хью Лори             | мистер Дик                      |
| Тильда Суинтон       | Бетси Тротвуд                   |
| Бен Уишоу            | Урия Хип                        |
| Анейрин Барнард      | Джеймс Стирфорт                 |
| Морвед Кларк         | Дора Спенлоу / Клара Копперфилд |
| Дэйзи Мэй Купер      | Пегготи                         |
| Розалинд Элизар      | Агнес Уикфилд                   |
| Пол Уайтхаус         | мистер Пегготи                  |
| Никки Амука-Бёрд     | миссис Стирфорт                 |
| Даррен Бойд          | Эдвард Мэрдстон                 |
| Гвендолин Кристи     | Джейн Мэрдстон                  |
| Мэттью Коттл         | мистер Спенлоу                  |
| Брона Галлахер       | миссис Микобер                  |
| Айми Келли           | Эмили                           |
| Анна Максвелл Мартин | миссис Стронг                   |
| Виктор Макгуайр      | Крикл                           |
| Софи Макшера         | миссис Крапп                    |
| Питер Сингх          | Тангей                          |
| Джайрадж Варсани     | Дэвид в детстве                 |
| Энтони Уэлш          | Хэм Пегготи                     |
| Бенедикт Вонг        | мистер Уикфилд                  |

## Производство

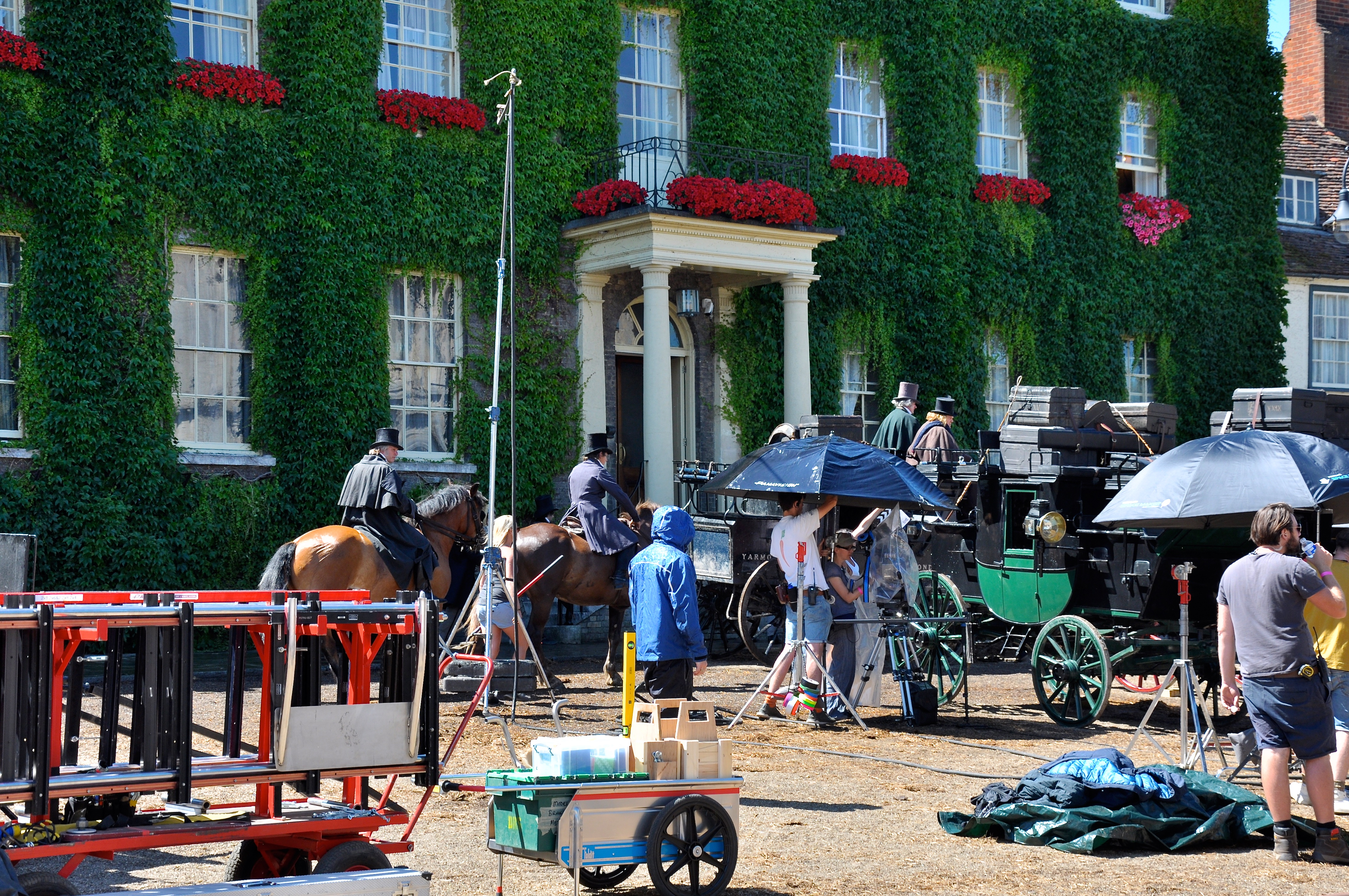
Съёмки в Бери-Сент-Эдмундс в июле 2018 года

О производстве адаптации романа Чарльза Диккенса было официально объявлено в феврале 2018 года. Режиссёром, продюсером и сценаристом выступает Армандо Ианнуччи. Сценарий картины был написан в соавторстве с его партнёром по сериалу «Гуща событий» Саймоном Блэкуэллом. Позже в том же месяце стало известно, что главную роль в проекте получил Дев Патель. В апреле было подтверждено участие в фильме таких актёров, как Тильда Суинтон, Хью Лори, Анейрин Барнард, Бен Уишоу, Морфидд Кларк, Энтони Уэлш и Розалинд Элизар. Чуть позже в мае Ианнуччи объявил в твиттере, что роль мистера Микобера досталась Питеру Капальди. В следующем месяце к проекту присоединились Гвендолин Кристи, Бенедикт Вонг, Пол Уайтхаус и Дэйзи Мэй Купер, в июле — Айми Келли.
Съёмки фильма начались 11 июня 2018 года в графстве Норфолк, Великобритания. Со 2 по 14 июля некоторые сцены снимались в Кингстон-апон-Халле. 3 июля в производстве были задействованы улицы Angel Hill и Athenaeum Lane с площадью Chequers Square в городе Бери-Сент-Эдмундс, а 4 и 5 июля — интерьеры Theatre Royal. 17 и 18 июля съёмки проходили на пляже в деревне Уэйборн в Норфолке. В течение следующих двух дней в съёмочном процессе был задействован город Кингс-Линн. Съёмки картины завершились 9 августа 2018 года.

## Показ
Мировая премьера фильма состоялась 5 сентября 2019 года на 44-м кинофестивале в Торонто. Европейская премьера картины прошла 2 октября 2019 года в рамках открытия 63-го Лондонского кинофестиваля. Также лента стала фильмом-сюрпризом на 39-м Кембриджском кинофестивале. В Великобритании она вышла в широкий прокат 24 января 2020 года. Выход фильма в США был запланирован на 8 мая 2020 года, однако релиз отложили на неопределённый срок из-за пандемии COVID-19. Новой датой показа было выбрано сначала 14 августа, а потом — 28 августа 2020 года. В России выпуск киноленты, первоначально назначенный на 7 мая, был перенесён на 17 сентября 2020 года. Фильм стал доступен сразу в онлайн-кинотеатрах.

## Рекламная кампания
Первый полноценный трейлер фильма, а также тизер-постер были опубликованы 2 октября 2019 года. 24 января 2020 года был выпущен второй трейлер. Ещё один трейлер был продемонстрирован 13 февраля 2020 года. Локализованный трейлер картины был опубликован в сети 7 декабря 2019 года.

## Отзывы критиков
Фильм удостоился положительной реакции со стороны кинокритиков. На сайте Rotten Tomatoes рейтинг картины составляет 92 % со средней оценкой 7,6 из 10 на основе 244 обзоров. По мнению критиков, «„История Дэвида Копперфилда“ представляет собой свежую, забавную и абсолютно очаровательную трактовку диккенсовской классики, доказывая тем самым, что некоторые истории действительно бессмертны». На сайте Metacritic у фильма 77 баллов из 100 на основе 39 рецензий.

## Награды и номинации
| Год  | Награда                                                | Категория                                 | Номинант(ы)                                      | Результат |
| ---- | ------------------------------------------------------ | ----------------------------------------- | ------------------------------------------------ | --------- |
| 2019 | Премия британского независимого кино                   | Лучший британский независимый фильм       | Армандо Ианнуччи, Саймон Блэкуэлл и Кевин Лоудер | Номинация |
| 2019 | Премия британского независимого кино                   | Лучший актёр                              | Дев Патель                                       | Номинация |
| 2019 | Премия британского независимого кино                   | Лучший актёр второго плана                | Хью Лори                                         | Победа    |
| 2019 | Премия британского независимого кино                   | Лучшая актриса второго плана              | Тильда Суинтон                                   | Номинация |
| 2019 | Премия британского независимого кино                   | Лучший сценарий                           | Армандо Ианнуччи и Саймон Блэкуэлл               | Победа    |
| 2019 | Премия британского независимого кино                   | Лучший кастинг-директор                   | Сара Кроу                                        | Победа    |
| 2019 | Премия британского независимого кино                   | Лучшая операторская работа                | Зак Николсон                                     | Номинация |
| 2019 | Премия британского независимого кино                   | Лучший дизайн костюмов                    | Сьюзи Харман и Роберт Уорли                      | Победа    |
| 2019 | Премия британского независимого кино                   | Лучший монтаж                             | Мик Одcли и Питер Ламберт                        | Номинация |
| 2019 | Премия британского независимого кино                   | Лучший грим и причёски                    | Карен Хартли-Томас                               | Номинация |
| 2019 | Премия британского независимого кино                   | Лучшая работа художника-постановщика      | Кристина Касали                                  | Победа    |
| 2019 | Премия недели кино в Лондоне                           | Лучший фильм                              | Армандо Ианнуччи                                 | Номинация |
| 2019 | Премия недели кино в Лондоне                           | Лучший сценарий                           | Армандо Ианнуччи и Саймон Блэкуэлл               | Победа    |
| 2020 | BAFTA                                                  | Лучший кастинг                            | Сара Кроу                                        | Номинация |
| 2020 | Премия международного кинофестиваля в Боулдере         | Лучший художественный фильм               | Армандо Ианнуччи                                 | Победа    |
| 2020 | Премия Европейской киноакадемии                        | Лучший художник-постановщик               | Кристина Касали                                  | Победа    |
| 2020 | Премия Ассоциации киножурналистов Индианы              | Лучший адаптированный сценарий            | Армандо Ианнуччи и Саймон Блэкуэлл               | Номинация |
| 2020 | Премия Ассоциации киножурналистов Индианы              | Лучший актёр второго плана                | Питер Капальди                                   | Номинация |
| 2020 | Премия Ассоциации киножурналистов Индианы              | Лучший актёрский состав                   |                                                  | Номинация |
| 2021 | Премия Ассоциации кинокритиков Music City              | Лучшая работа художника-постановщика      | Кристина Касали                                  | Номинация |
| 2021 | Премия Общества кино Северной Дакоты                   | Лучшая работа художника-постановщика      | Кристина Касали и Шарлотта Уоттс                 | Номинация |
| 2021 | Премия Ассоциации кинокритиков Сент-Луиса              | Лучшая работа художника-постановщика      | Кристина Касали                                  | Номинация |
| 2021 | Премия Общества кинокритиков Денвера                   | Лучшая комедия                            |                                                  | Победа    |
| 2021 | Спутник                                                | Лучший фильм                              |                                                  | Номинация |
| 2021 | Спутник                                                | Лучший актёр в комедии или мюзикле        | Дев Патель                                       | Номинация |
| 2021 | Спутник                                                | Лучший дизайн костюмов                    | Сьюзи Харман и Роберт Уорли                      | Победа    |
| 2021 | Спутник                                                | Лучшая работа художника-постановщика      | Кристина Касали и Шарлотта Уоттс                 | Номинация |
| 2021 | Золотой глобус                                         | Лучшая мужская роль в комедии или мюзикле | Дев Патель                                       | Номинация |
| 2021 | Премия Ассоциации критиков Голливуда                   | Лучшая комедия/мюзикл                     |                                                  | Номинация |
| 2021 | Премия Ассоциации критиков Голливуда                   | Лучший дизайн костюмов                    | Сьюзи Харман и Роберт Уорли                      | Победа    |
| 2021 | Премия Ассоциации критиков Голливуда                   | Лучшая работа художника-постановщика      | Кристина Касали                                  | Номинация |
| 2021 | Выбор критиков                                         | Лучший дизайн костюмов                    | Сьюзи Харман и Роберт Уорли                      | Номинация |
| 2021 | Выбор критиков                                         | Лучшая работа художника-постановщика      | Кристина Касали и Шарлотта Уоттс                 | Номинация |
| 2021 | Премия Американского общества специалистов по кастингу | Полнометражная комедия                    | Сара Кроу                                        | Номинация |